# Petitiocodon parviflorum
Petitiocodon parviflorum là một loài thực vật có hoa trong họ Thiến thảo. Loài này được (Keay) Robbr. miêu tả khoa học đầu tiên năm 1988.